# Armida (Haydn)
Armida és una òpera en tres actes de Joseph Haydn, amb llibret de Nunzio Porta. S'estrenà al Teatre del Palau Esterházy, Esterháza, a Fertőd (Hongria), el 26 de febrer de 1784.	
L'òpera va obtenir 54 actuacions des de 1784 fins a 1788 al Teatre del Palau Esterházy, i durant la vida del compositor també es va interpretar a Bratislava, Budapest, Torí i Viena. El mateix Haydn considerava Armida com la seva millor òpera. Armida llavors va desaparèixer del repertori operístic general fins al 1968 en una interpretació de concert a Colònia, i una producció posterior en Berna.
Karl Geiringer ha comentat com Haydn ha adoptat els "principis i mètodes" de Christoph Willibald Gluck en aquesta òpera, i com l'obertura de l'òpera recull la trama de l'òpera en termes purament instrumentals.